# Jamie Redknapp
Jamie Frank Redknapp (Barton on Sea, 25 de junho de 1973) é um ex-futebolista inglês que atuava como meio-campista. Atualmente é comentarista esportivo do canal Sky Sports e colunista do jornal Daily Mail.
Obteve maior destaque no Liverpool, clube que defendeu por 11 temporadas, além de ter disputou a Eurocopa de 1996 pela Seleção Inglesa. Embora fosse considerado um meia habilidoso e criativo (um de seus pontos fortes eram as cobranças de falta), teve sua carreira prejudicada por lesões, que provocaram sua aposentadoria com apenas 31 anos.

## Vida pessoal
Seu pai, Harry Redknapp, também atuou como meio-campista na época de jogador, porém tornou-se mais conhecido na função de treinador, exercida entre 1983 e 2017. Ele também é primo de Frank Lampard, ídolo do Chelsea, e sobrinho de Frank Lampard Sr., ex-jogador e ex-técnico do West Ham United, além de ter sido casado por 19 anos com a cantora Louise Redknapp, com quem teve 2 filhos até o divórcio em dezembro de 2017. É casado desde outubro de 2021 com a modelo Frida Andersson.

## Carreira

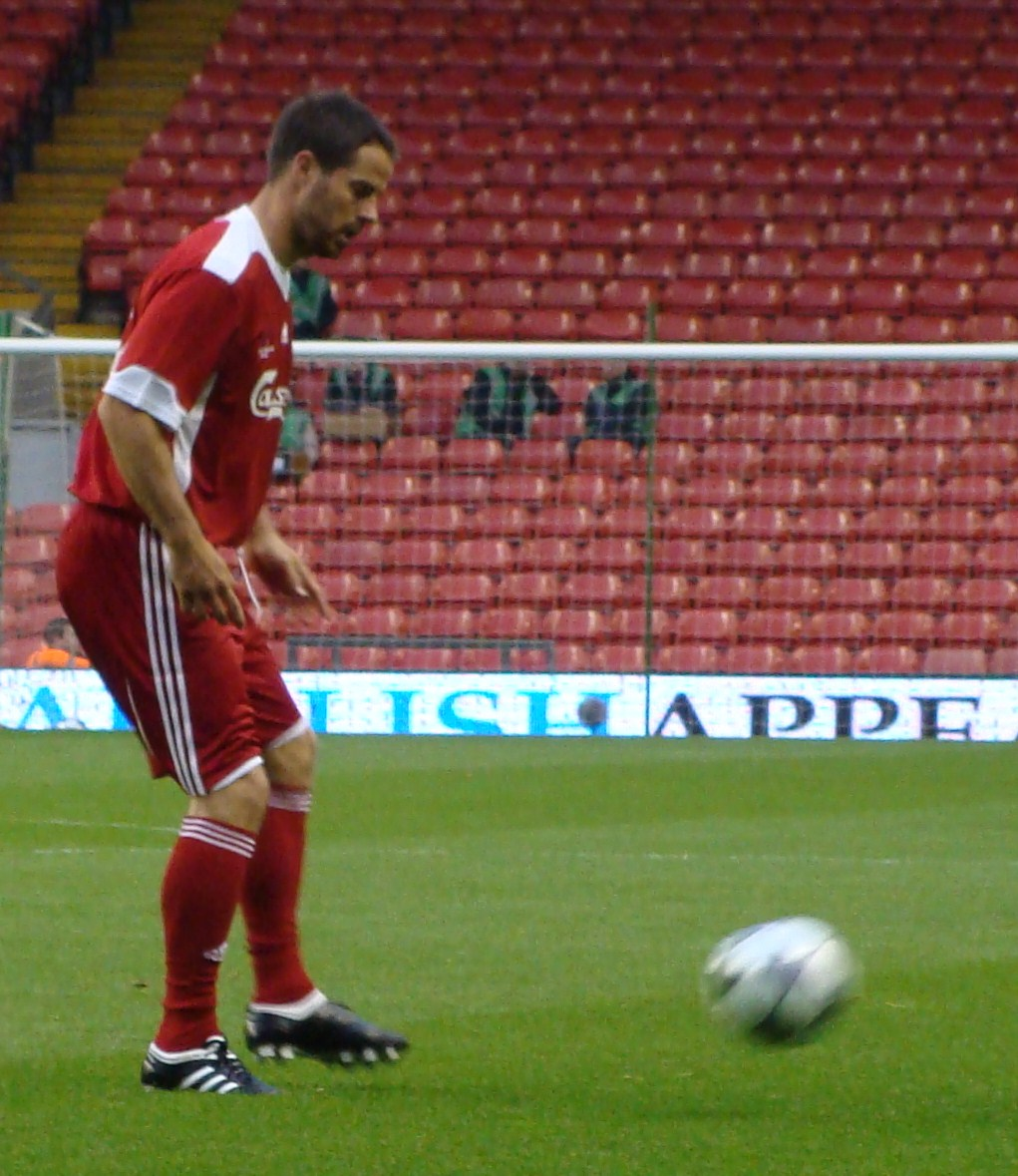
Redknapp em 2009.

Jamie Redknapp atuou nas categorias de base do Tottenham Hotspur e do Bournemouth, pelo qual se profissionalizou em 1990 e chegou  ser treinador por seu pai até 1992. A passagem do meia pelos Cherries durou apenas 13 partidas, mas as atuações dele chamaram a atenção do Liverpool, que pagou 350 mil libras por sua contratação. Ele foi um dos últimos jogadores contratados por Kenny Dalglish antes de sua demissão em fevereiro de 1991, tornando-se ainda o mais jovem atleta dos Reds a jogar uma partida de competições europeias, contra o Auxerre, pela Copa da UEFA de 1991–92, recorde que seria batido por Phil Charnock 13 meses depois. Marcou  seu primeiro gol como profissional justamente em sua estreia na primeira divisão inglesa, no empate por 1 a 1 com o Southampton, enquanto sua temporada mais goleadora foi a de 1998–99, quando marcou 10 gols (8 na Premier League e 2 na Copa da UEFA), tornando-se capitão do Liverpool após as saídas de John Barnes, Steve McManaman e Paul Ince.
Perdeu a temporada 2000–01 em decorrência de uma lesão no joelho, tendo que passar por uma cirurgia nos Estados Unidos, não disputando a Supercopa da Inglaterra e a Copa da UEFA, vencidas pelos Reds, embora tivesse levantado as duas taças juntamente com o vice-capitão Robbie Fowler. Recuperado da lesão durante a pré-temporada, deixou o clube após 11 temporadas, com 308 partidas oficiais e 41 gols, fazendo sua despedida contra o Borussia Dortmund, pela Liga dos Campeões da UEFA, sendo eleito o 40º melhor jogador da história do Liverpool numa enquete feita em 2006.
Em abril de 2002, Jamie Redknapp voltou ao Tottenham em uma transferência sem custos e estreando pela equipe londrina em agosto, no empate por 2 a 2 com o Everton, dando um passe para o primeiro gol, marcado por Matthew Etherington. Uma semana depois, o meia marcou seu primeiro gol como atleta profissional dos Spurs, que deu a vitória sobre o Aston Villa. Em 3 temporadas, foram 49 partidas e 4 gols marcados.
Em janeiro de 2005, assinou com o Southampton, voltando a ser comandado por Harry Redknapp após 13 anos e tentando evitar o rebaixamento da equipe à segunda divisão inglesa, estreando no empate por 3 a 3 com o Fulham, marcando também o único gol pelos Saints na vitória por 3 a 1 frente ao Northampton Town, em partida válida pela terceira fase da Copa da Inglaterra. Fora de sua forma física ideal, o meia não evitou a queda do Southampton para a segunda divisão após 27 temporadas consecutivas na primeira divisão nacional. Em 19 de junho de 2005, 6 dias antes de completar 32 anos, anunciou sua aposentadoria dos gramados.

## Seleção Inglesa
Tendo jogado pelas seleções Sub-21 e B da Inglaterra, Jamie Redknapp fez sua estreia no time principal do English Team em setembro de 1995, num amistoso contra a Colômbia, no antigo Estádio de Wembley, sendo dele o cruzamento que rendeu a "defesa do Escorpião" protagonizada pelo goleiro colombiano René Higuita.
Fez parte do elenco que disputou a Eurocopa de 1996, sediada na Inglaterra, jogando apenas 39 minutos contra a Escócia e sendo um dos 3 jogadores que participaram da comemoração do segundo gol inglês, marcado por Paul Gascoigne, simulando usar uma broca de dentista com a mão direita. Foi a única competição internacional disputada pelo meia, que perdeu a Copa de 1998 e a Eurocopa de 2000 em decorrência de lesões. Redknapp marcou apenas um gol em 17 partidas pela seleção, num amistoso contra a Bélgica em outubro de 1999.

## Pós-aposentadoria
Em setembro de 2007, foi sondado para ser auxiliar-técnico do israelense Avram Grant no Chelsea, embora nenhum anúncio oficial fosse feito para sua contratação.
Em dezembro de 2008, Redknapp assumiu o comando do time reserva dos Blues, substituindo Brendan Rodgers, que havia sido contratado para treinar o Watford. Ele exerceria a função 2 vezes por semana enquanto estudava para ser treinador principal.

## Carreira na mídia
Enquanto ainda defendia o Tottenham, atuou como comentarista de estúdio da BBC durante a Eurocopa de 2004. Desde sua aposentadoria, passou a trabalhar em tempo integral na função, trabalhando ao lado do ex-lateral Gary Neville na Sky Sports, além de assinar colunas no site da emissora e também jornal Daily Mail.
Em 2005, lançou com sua esposa Louise Redknapp e o ex-companheiro de equipe no Tottenham, Tim Sherwood, a revista Icon Magazine, voltada para jogadores de futebol profissionais e suas famílias, e em 2010 foi escolhido como apresentador do programa Football's Next Star, e capitão de equipe no game show esportivo A League of Their Own, ambos da Sky One. Seu trabalho como comentarista chamou atenção pelo fato do ex-jogador usar com frequência a palavra "literalmente" em seus comentários.
Em abril de 2021, apresentou, juntamente com seu pai e o ator e comediante Tom Davis, o programa de entrevistas Redknapp's Big Night Out.

## Estatísticas
| Clube             | Temporada         | Campeonato nacional | Campeonato nacional | Campeonato nacional | Copa da Inglaterra | Copa da Inglaterra | Copa da Liga Inglesa | Copa da Liga Inglesa | Campeonatos Europeus | Campeonatos Europeus | Outros torneios | Outros torneios | Total    | Total |
| Clube             | Temporada         | Divisão             | Partidas            | Gols                | Partidas           | Gols               | Partidas             | Gols                 | Partidas             | Gols                 | Partidas        | Gols            | Partidas | Gols  |
| ----------------- | ----------------- | ------------------- | ------------------- | ------------------- | ------------------ | ------------------ | -------------------- | -------------------- | -------------------- | -------------------- | --------------- | --------------- | -------- | ----- |
| Bournemouth       | 1989–90           | Second Division     | 4                   | 0                   | 0                  | 0                  | 0                    | 0                    | —                    | —                    | 0               | 0               | 4        | 0     |
| Bournemouth       | 1990–91           | Third Division      | 9                   | 0                   | 3                  | 0                  | 3                    | 0                    | —                    | —                    | 2               | 0               | 17       | 0     |
| Bournemouth       | Total             | Total               | 13                  | 0                   | 3                  | 0                  | 3                    | 0                    | —                    | —                    | 2               | 0               | 21       | 0     |
| Liverpool         | 1991–92           | First Division      | 6                   | 1                   | 2                  | 0                  | 0                    | 0                    | 2                    | 0                    | —               | —               | 10       | 1     |
| Liverpool         | 1992–93           | Premier League      | 29                  | 2                   | 1                  | 0                  | 6                    | 1                    | 4                    | 0                    | —               | —               | 40       | 3     |
| Liverpool         | 1993–94           | Premier League      | 35                  | 4                   | 2                  | 0                  | 4                    | 0                    | —                    | —                    | —               | —               | 41       | 4     |
| Liverpool         | 1994–95           | Premier League      | 41                  | 3                   | 6                  | 1                  | 8                    | 2                    | —                    | —                    | —               | —               | 55       | 6     |
| Liverpool         | 1995–96           | Premier League      | 23                  | 3                   | 3                  | 0                  | 3                    | 0                    | 4                    | 1                    | —               | —               | 33       | 4     |
| Liverpool         | 1996–97           | Premier League      | 23                  | 2                   | 1                  | 0                  | 1                    | 1                    | 7                    | 0                    | —               | —               | 32       | 3     |
| Liverpool         | 1997–98           | Premier League      | 20                  | 3                   | 1                  | 1                  | 3                    | 1                    | 2                    | 0                    | —               | —               | 26       | 5     |
| Liverpool         | 1998–99           | Premier League      | 34                  | 8                   | 2                  | 0                  | 0                    | 0                    | 4                    | 2                    | —               | —               | 40       | 10    |
| Liverpool         | 1999–2000         | Premier League      | 22                  | 3                   | 0                  | 0                  | 1                    | 0                    | —                    | —                    | —               | —               | 23       | 3     |
| Liverpool         | 2000–01           | Premier League      | 0                   | 0                   | 0                  | 0                  | 0                    | 0                    | 0                    | 0                    | —               | —               | 0        | 0     |
| Liverpool         | 2001–02           | Premier League      | 4                   | 1                   | 0                  | 0                  | 1                    | 0                    | 3                    | 1                    | 0               | 0               | 8        | 2     |
| Liverpool         | Total             | Total               | 237                 | 30                  | 18                 | 2                  | 27                   | 5                    | 26                   | 4                    | 0               | 0               | 308      | 41    |
| Tottenham Hotspur | 2002–03           | Premier League      | 17                  | 3                   | 0                  | 0                  | 0                    | 0                    | —                    | —                    | —               | —               | 17       | 3     |
| Tottenham Hotspur | 2003–04           | Premier League      | 17                  | 1                   | 0                  | 0                  | 0                    | 0                    | —                    | —                    | —               | —               | 17       | 1     |
| Tottenham Hotspur | 2004–05           | Premier League      | 14                  | 0                   | —                  | —                  | 1                    | 0                    | —                    | —                    | —               | —               | 15       | 0     |
| Tottenham Hotspur | Total             | Total               | 48                  | 4                   | 0                  | 0                  | 1                    | 0                    | —                    | —                    | —               | —               | 49       | 4     |
| Southampton       | 2004–05           | Premier League      | 16                  | 0                   | 1                  | 1                  | —                    | —                    | —                    | —                    | —               | —               | 17       | 1     |
| Total na carreira | Total na carreira | Total na carreira   | 314                 | 34                  | 22                 | 3                  | 31                   | 5                    | 26                   | 4                    | 2               | 0               | 395      | 46    |

1. ↑  Jogos pela Associate Members Cup
2. 1 2 3 4  Jogos pela Copa da UEFA
3. 1 2  Jogos pela Taça dos Clubes Vencedores de Taças
4. ↑  Jogos pela Liga dos Campeões da UEFA

## Títulos
Liverpool
- Copa da Liga Inglesa: 1994–95[18]
- Supercopa da Inglaterra: 2001
- Copa da UEFA: 2000–01[19]

Inglaterra Sub-21
- Torneio Internacional de Toulon: 1993, 1994